# Хлевиська (Шидловецький повіт)
Хлевиська (пол. Chlewiska) — село в Польщі, у гміні Хлевіська Шидловецького повіту Мазовецького воєводства.
Населення — 1084 особи (2011).
У 1975-1998 роках село належало до Радомського воєводства.

## Демографія
Демографічна структура станом на 31 березня 2011 року:
|          | Загалом | Допрацездатний вік | Працездатний вік | Постпрацездатний вік |
| -------- | ------- | ------------------ | ---------------- | -------------------- |
| Чоловіки | 533     | 112                | 359              | 62                   |
| Жінки    | 551     | 81                 | 331              | 139                  |
| Разом    | 1084    | 193                | 690              | 201                  |